# Аполинарий Горавски
Аполинарий Гилярович Горавски (на беларуски: Апалінарый Гіляравіч Гараўскі) е беларуски художник.
Роден е на 4 февруари (23 януари стар стил) 1833 година в Уборки, Минска губерния, в стар шляхтишки род. Постъпва във военно училище в Брест-Литовск, но прави впечатление с дарбата си да рисува и се премества в Императорската художествена академия в Санкт Петербург, където учи до 1854 година. През следващите години става известен със своите пейзажи и портрети.
Аполинарий Горавски умира на 10 април (28 март стар стил) 1900 година в Санкт Петербург.